# Поль Фор
Поль Фор (фр. Paul Fort, 1872–1960) — французький поет, реформатор літератури, представник символізму.

## Біографія
Поль Фор народився 1 лютого 1872 року в Реймсі (Марна).
1890 року заснував та очолив Théâtre d'Art («Театр мистецтва»). У 1897–1908 роках опублікував декілька циклів віршів, написаних ритмічною прозою, під загальною назвою Les ballades françaises («Французькі балади»). У 1912 році за результатами опитувань Поля Фора було визнано «Принцом поетів». 1955 року зіграв самого себе у фільмі Саші Гітрі Якби нам розповіли про Париж. 
Фор помер 20 квітня 1960 р. у місті Монлері (Ессонна).
Ж. Брассенс написав кілька пісень на вірші Фора, а також записав платівку, де читав твори поета.

## Твори
- Les chroniques de France (1922–1949)
- Mes Mémoires . Paris: Flammarion. 1944 . In-16e (185 x 120), 235 p.

### Поезія
- Les Ballades françaises, environ 40 volumes, 1896-1958
- Florilège des ballades françaises, L'amitié par le livre, 1941
- Ballades nantaises, Aux portes du Large, 1947

### П'єси
- La Petite Bête, 1890
- Louis XI, curieux homme, 1921
- Ysabeau, 1924
- Le Camp du Drap d'or, 1926
- L'Or / Ruggieri, 1927
- Guillaume le Bâtard, ou la Conquête de l'Angleterre, 1928
- L'Assaut de Paris, 1933
- Coups du heurtoir, 1943